# Triadopathes
Triadopathes is een geslacht van neteldieren uit de klasse van de Anthozoa (bloemdieren).

## Soort
- Triadopathes triadocrada (Opresko, 1999)